# Contai
Contai är en stad i den indiska delstaten Västbengalen, och tillhör distriktet Purba Medinipur. Folkmängden uppgick till 92 226 invånare vid folkräkningen 2011.